# А я зараз вам покажу, звідки на Білорусь готували напад

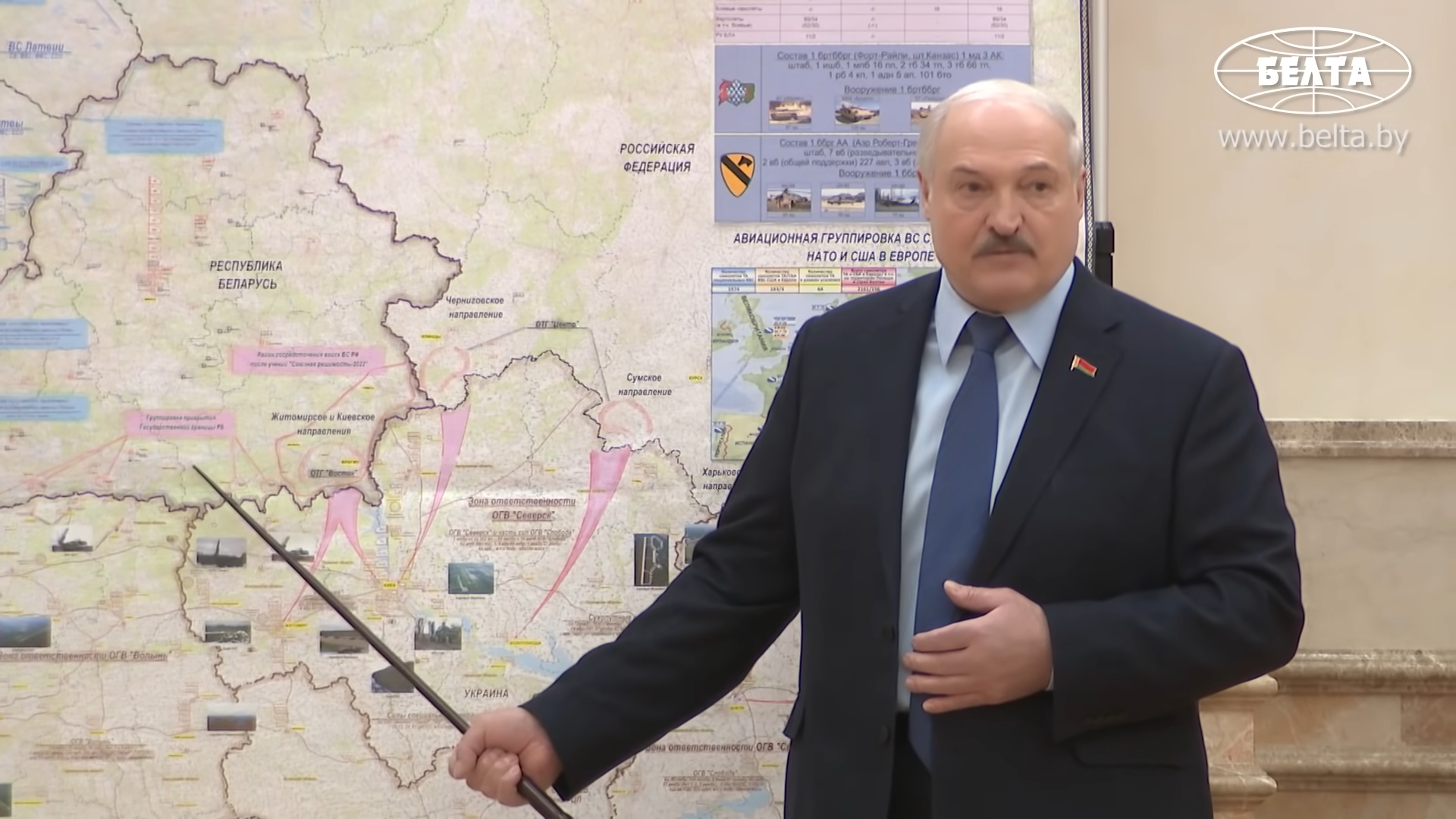
Олександр Лукашенко показує карту

«А я зараз вам покажу, звідки на Білорусь готували напад» (рос. А я сейчас вам покажу, откуда на Беларусь готовилось нападение) — широко поширена в укрнеті та рунеті фраза самопроголошеного президента Білорусі Олександра Лукашенка, що виправдовує російське вторгнення в Україну, яка стала крилатим виразом, мемом. У мемах Лукашенка вирізали з оригінального відео та разом з аудіо переносять у різні фільми та кумедні ситуації.

## Походження
Основою мемів стало відео, зняте на переговорах президентів Росії та Білорусі, які пройшли 11 березня 2022 року. На цій зустрічі Олександр Лукашенко запевнив Володимира Путіна, що якби не почалася «спецоперація» (так Путін називає війну проти України), то Україна першою напала б на Білорусь:
|  | А я зараз вам покажу, звідки на Білорусь готувався напад. І якби за шість годин до операції не було завдано превентивного удару по позиціях. Чотири позиції я зараз покажу карту, я приніс. Вони б атакували наші війська Білорусі та Росії, які були на навчанні. Тому не ми розв'язали цю війну, у нас совість чиста. Добре, що розпочали. Біологічна зброя, найбільші електростанції атомні — і все це були готові підірвати. Оригінальний текст (рос.) А я сейчас вам покажу, откуда на Беларусь готовилось нападение. И если бы за шесть часов до операции не был нанесён превентивный удар по позициям. Четыре позиции, я сейчас покажу карту, я принёс. Они бы атаковали наши войска Беларуси и России, которые были на учении. Поэтому не мы развязали эту войну, у нас совесть чиста. Хорошо, что начали. Биологическое оружие, самые большие электростанции атомные — и всё это были готовы взорвать. |

## Реакція
BBC написала: «Його прагнення виправдання російської агресії проти України винагородили набором безглуздих інтернет-мемів». Президент Білорусі з ролика потрапив на вокзал, сів біля смітника, опинився у дворі з бабусями. Лукашенко розповідає свій монолог балеринам «Лебединого озера», героям фільмів «Сяйво» та «Іван Васильович змінює професію», дівчині, яка катається на атракціонах, порноакторкам, Олені Малишевій на програмі «Жити здорово!», ведучій ток-шоу «Одружімося!» Ларисі Гузєєвій, компанії прибульців, Містеру Біну, куркам, бездомним на вокзалі, глядачам премії «Оскар», мовить з труни Жириновського до Путіна і т. д.
Крім цього, створюють «відео з несподіваним фіналом», де після затягування інтриги катарзою стає монолог Лукашенка. Наприклад, у ролику про те, що робити, якщо гарний хлопець звернув на тебе увагу: «Відвернись, опусти погляд, усміхнися, скажи: „А я вам зараз покажу…“», або що робити з коханою дівчиною наодинці у транспортному засобі, де результат — такий самий. Президента Білорусі висміюють і знаменитості, такі як Єгор Крутоголов із «Дизель Шоу», який поєднав промову «батьки» та вибух складу в Білгороді.
Фразу стали використовувати в ЗМІ та інших ситуаціях із Лукашенком, наприклад, коли він отримав удар по обличчю під час хокейного матчу: «А я вам зараз покажу, звідки завдали удару по підборіддю…»
19 квітня 2022 року Олександр Шовковський потролив Лукашенка, поклавши на нього відповідальність за загибель крейсера «Москва», оскільки той «не міг не знати, з якого боку готують напад». 24 квітня продюсер Потап і шоумен Юрій Горбунов пожартували, що зробили татуювання з цією фразою.
24 квітня Олександр Лукашенко заявив, що прибалти та поляки стоять біля кордону Білорусі та просять пропустити, щоби купити сіль, а у відповідь на це міністр закордонних справ Латвії Едгарс Рінкевичс зазначив: «А я зараз вам покажу, звідки на Білорусь… за гречкою та сіллю стоять».
2 травня Deutsche Welle розповіло, що стендап-комік Слава Комісаренко «почав виступ із фразою Олександра Лукашенка, що стала мемом, яка виправдовує вторгнення Росії в Україну».
8 травня 2022 року Михайло Подоляк потролив Лукашенко, після того той Лукашенко поскаржився, що війна Росії проти України затягнулася: «У нього ж карта є! Він має подивитися на карту, з яких місць там збиралися напасти. Чому „операція“ затягнулася, якщо це місця були превентивно знешкоджені?».
9 травня 2022 року Rutube зазнав потужної кібератаки і міністр цифрової трансформації Михайло Федоров написав: «А я вам зараз покажу, звідки на Rutube готувався напад. І якби за шість годин до параду не були відключені сервери — чотири сервери, я зараз покажу материнські плати, привіз, — вони б показали всім це марення … Ну, ви зрозуміли» і опублікував скріншот про те, що хакери напали на RuTube і унеможливили вхід користувачів на сервіс.

### Реакція влади
27 квітня 2022 року в Білорусі після викладання в TikTok популярного мема було затримано кількох студенток; їх відпустили після вибачення з їхнього боку.